# HD 13222
HD 13222，又名BD+73 121，SAO 4599、HR 626，是一颗恒星，视星等为6.29，位于銀經128.58，銀緯12.06，其B1900.0坐标为赤經2h 4m 7.8s，赤緯+73° 12.06′ 27″。